# Orissaare (Landgemeinde)
Orissaare (deutsch: Orrisaar) ist eine ehemalige Landgemeinde im estnischen Kreis Saare mit einer Fläche von 163,02 km². Sie hatte 2116 Einwohner (Stand 1. Juni 2007). 2017 fusionierten alle Gemeinden auf Saaremaa zur neuen Landgemeinde Saaremaa.
Orissaare lag im Nordosten der Insel Saaremaa, 54 km von Kuressaare entfernt. Neben dem Hauptort Orissaare (1131 Einwohner) umfasst die Landgemeinde die Dörfer Ariste, Arju, Haapsu, Hindu, Imavere, Jaani, Järveküla, Kalma, Kareda, Kavandi, Kuninguste, Kõinastu, Laheküla, Liigalaskma, Liiva, Maasi, Mehama, Mäeküla, Ööriku, Orinõmme, Pulli, Põripõllu, Randküla, Rannaküla, Raugu, Saikla, Salu, Suur-Pahila, Suur-Rahula, Taaliku, Tagavere, Tumala, Võhma, Väike-Pahila, Väike-Rahula und Väljaküla.
Das Gebiet von Orissaare wurde bereits 1227–1233 erwähnt, als die Gegend unter der Herrschaft des Schwertbrüderordens stand. Der Ort wurde als Orisaar erstmals 1464 urkundlich bezeichnet. Bei Maasi entstand nach 1343 eine Ordensburg (estnisch: Maasilinn, deutsch: Soneburg), die 1576 weitgehend zerstört wurde.
Touristisch bedeutsam waren der Freizeithafen von Orissaare an der Bucht von Illiku und die Küstenlandschaft. Die reiche Fauna zog zahlreiche Vogelkundler an.